# 萧家村站
萧家村站是位于陕西省咸阳市渭城区正阳街道的一个铁路车站，邮政编码712038。车站建于1940年，有咸铜铁路和西安北环线经过该站，现仅办理货运，不办理客运业务，车站及其上下行区间均未电气化。车站距离咸阳站19公里，隶属西安铁路局西安西站，是四等站。